# Brenna Ochoa
Brenna Rae Ochoa (født 6. september 1998) er en kvindelig amerikansk fodboldspiller, der spiller forsvar for svenske Vittsjö GIK.
Hun har tidligere spillet for danske Fortuna Hjørring i Gjensidige Kvindeligaen. Hun har ligeledes tidligere spillet college-fodbold for Nebraska Cornhuskers i en årrække, indtil hun i marts 2020, blev indkaldt til samling med det amerikanske NWSL-hold OL Reign, hvor hun bl.a. trænede med flere verdensstjerner som Megan Rapinoe, Jodie Taylor og Jess Fishlock. Hun skiftede i august 2020, til de danske mestre fra Fortuna Hjørring.